# Jean Epstein (éditeur)
Pour l’article homonyme, voir Jean Epstein.

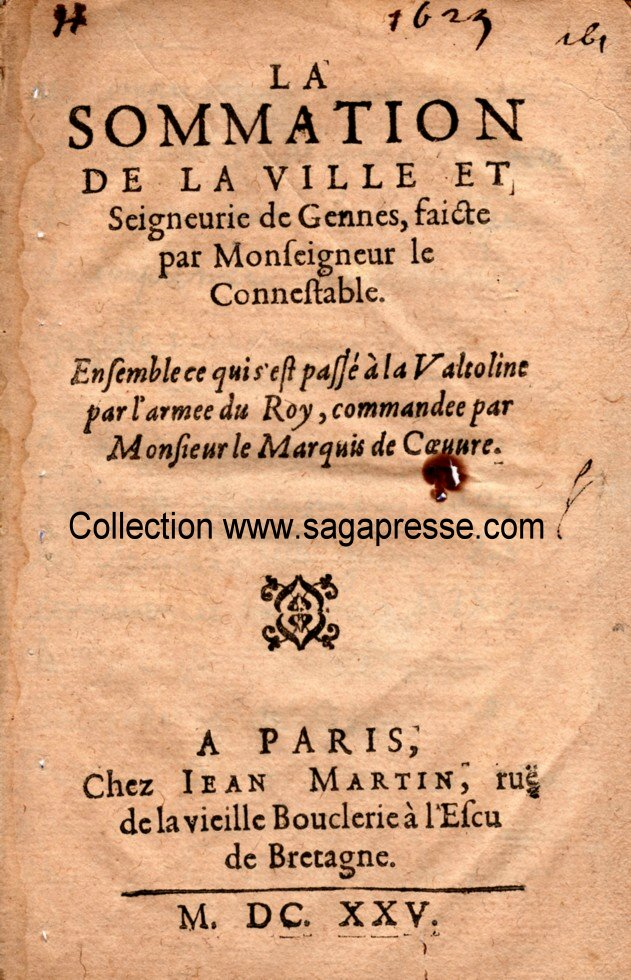
Feuille d'information éditée chez Jean Martin en 1625.

Jean Epstein, contemporain de Théophraste Renaudot, est l’un des premiers journalistes et éditeurs de presse français, fondateur des Nouvelles ordinaires de divers endroits.

## Histoire
Bourgeois de Paris venu d’Allemagne, de religion calviniste, il a fondé un bureau de traduction des gazettes étrangères, venues des Pays-Bas et d’Allemagne. Le 9 juillet 1631, il s’est associé par acte notarié à l’imprimeur Jean Martin et au libraire Louis Vendosme, pour publier les Nouvelles ordinaires de divers endroits, une feuille d’information concurrente de La Gazette de Théophraste Renaudot, dont les historiens n’ont pas la preuve qu’elle l’a précédée.
La Gazette ayant reçu le soutien royal, les Nouvelles ordinaires de divers endroits se retrouvent en situation délicate. Au cours de l’été 1631, Jean Epstein parvint à s’accorder avec Théophraste Renaudot et continua ses traductions d’articles venant de pays germaniques, Scandinavie, Pologne et Russie, mais cette fois au service de La Gazette, qui avait, par ailleurs, recruté d’autres pourvoyeurs de nouvelles, comme l’écrivain Jean Chapelain.
Théophraste Renaudot obtint quinze ans plus tard, le 31 juillet 1646, un arrêt du Conseil d’État restreignant très fortement la liberté de la presse. L’arrêt, pris sous Mazarin, interdit à Jean Epstein « et plusieurs autres » de faire « ordinairement des assemblées où ils rapportent comme dans un bureau tout ce qu’ils apprennent » et de composer, écrire à la main ou copier « des nouvelles à leur fantaisie ».
** Dans le document "La Sommation de la Ville de Gennes" paru en 1625, nous pouvons voir que Jean Martin publiait déjà des feuilles d'information. Dans celle-ci on peut également lire "Ce qui s'est passé à la Valtoline" et trouver des "Nouvelles de Vienne" - 14 pages. 